# Saliou Lassissi
Saliou Lassissi (ur. 15 sierpnia 1978 w Abidżanie) – piłkarz z Wybrzeża Kości Słoniowej, na boisku najczęściej występuje jako prawy lub środkowy obrońca.

## Życiorys
Piłkarz ten swoją profesjonalną karierę zaczynał w wieku 17 lat, we Francji. Jest on wychowankiem szkółki piłkarskiej Stade Rennais, gdzie grał przez cztery lata. Spisywał się na tyle dobrze, że zainteresowali się nim działacze lepszych klubów. Trafił do AC Parmy, jednak był to za duży przeskok i początki w Serie A miał bardzo ciężkie. Wypożyczony go więc o klasę niżej, do Serie B, a konkretniej do Sampdorii. Długo tam nie zabawił a drużyna z Genui okazała się jedynie odskocznią do pierwszego składu Parmy. To był przełomowy moment w karierze piłkarza. W tym klubie zadebiutował w Serie A, 28 września 1998 roku, podczas meczu z Venezią. Pod okiem trenera Alberto Malesaniego, Lassissi tworzył blok defensywny, razem z Cannavaro, Sartorem, oraz Thuramem. Po udanym sezonie w tym klubie, Saliou miał jeszcze sezonowy epizod w AC Fiorentinie, po którym trafił do AS Romy, razem ze swoim niedawnym kolegą z drużyny – Diego Fuserem. Rok później szeregi stołecznego klubu zasilił Luigi Sartor, trzeci już zawodnik Parmy. Roma, jak na razie była ostatnim wielkim klubem w karierze Lassissiego. Wielkim, ponieważ to właśnie w brązowych barwach wystąpił w Lidze Mistrzów. Po sezonie 2004/2005 jego kontrakt z drużyną ze Stadio Olimpico dobiegł końca i pozostał bez przynależności klubowej. Zgłosili się po niego działacze AS Nancy, ówczesnego beniaminka Ligue 1 i podpisali kontrakt obowiązujący do końca sezonu. Obecnie Saliou Lassissi po raz kolejny jest wolnym zawodnikiem i czeka na zatrudnienie.
Lassissi ma za sobą również 20 występów w kadrze narodowej WKS. Do najbardziej udanych może zaliczyć mecze podczas Pucharu Narodów Afryki w 1998 roku. Na tym turnieju wyrobił sobie dobrą markę i szybko znalazł zatrudnienie w czołowych klubach Europy.

## Kariera w liczbach
| Sezon   | Klub           | Kraj    | Flaga   | Rozgrywki | Mecze | Bramki |
| ------- | -------------- | ------- | ------- | --------- | ----- | ------ |
| 1996/97 | Stade Rennais  | Francja | Francja | Ligue 1   | 21    | 1      |
| 1997/98 | Stade Rennais  | Francja | Francja | Ligue 1   | 28    | 2      |
| 1998/99 | AC Parma       | Włochy  | Włochy  | Serie A   | 1     | 0      |
| 1998/99 | UC Sampdoria   | Włochy  | Włochy  | Serie B   | 19    | 1      |
| 1999/00 | AC Parma       | Włochy  | Włochy  | Serie A   | 14    | 0      |
| 2000/01 | ACF Fiorentina | Włochy  | Włochy  | Serie A   | 14    | 1      |
| 2001/02 | AS Roma        | Włochy  | Włochy  | Serie A   | 0     | 0      |
| 2002/03 | AS Roma        | Włochy  | Włochy  | Serie A   | 0     | 0      |
| 2003/04 | AS Roma        | Włochy  | Włochy  | Serie A   | 0     | 0      |
| 2004/05 | AS Roma        | Włochy  | Włochy  | Serie A   | ?     | ?      |
| 2005/06 | AS Nancy       | Francja | Francja | Ligue 1   | 0     | 0      |